# Tümlauer Bucht
Koordinaten: 54° 21′ 36″ N, 8° 39′ 36″ O
Die Tümlauer Bucht ist eine Bucht an der Westküste der Halbinsel Eiderstedt. Sie ist die letzte nicht eingedeichte große Bucht der nordfriesischen Küste. Im Süden liegt die Gemeinde Tümlauer-Koog, im Norden Westerhever. Prägende ist der Leuchtturm Westerheversand. 

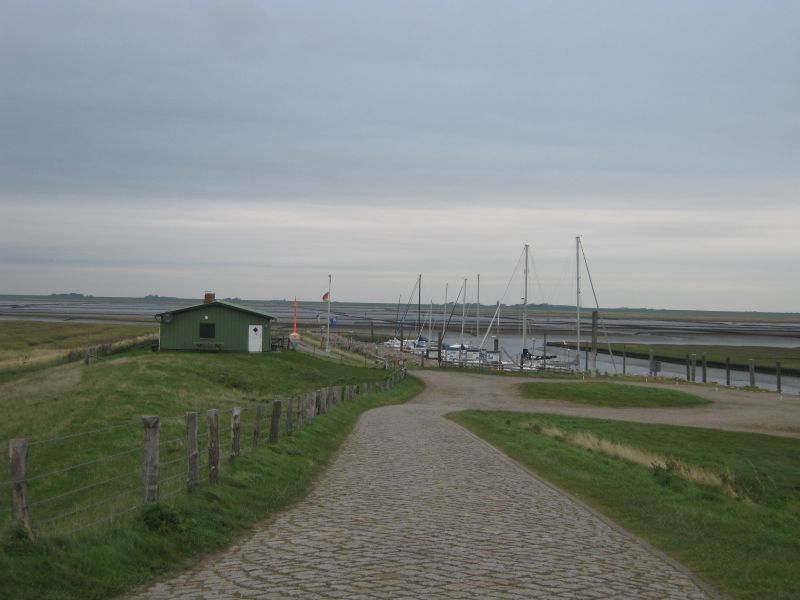
Bootshafen am Tümlauer Koog

Am Deich rund um die Tümlauer Bucht entlang führt ein Radweg, der als Exkurs Westerhever Leuchtturm des Nordseeküsten-Radwegs ausgeschildert ist. 

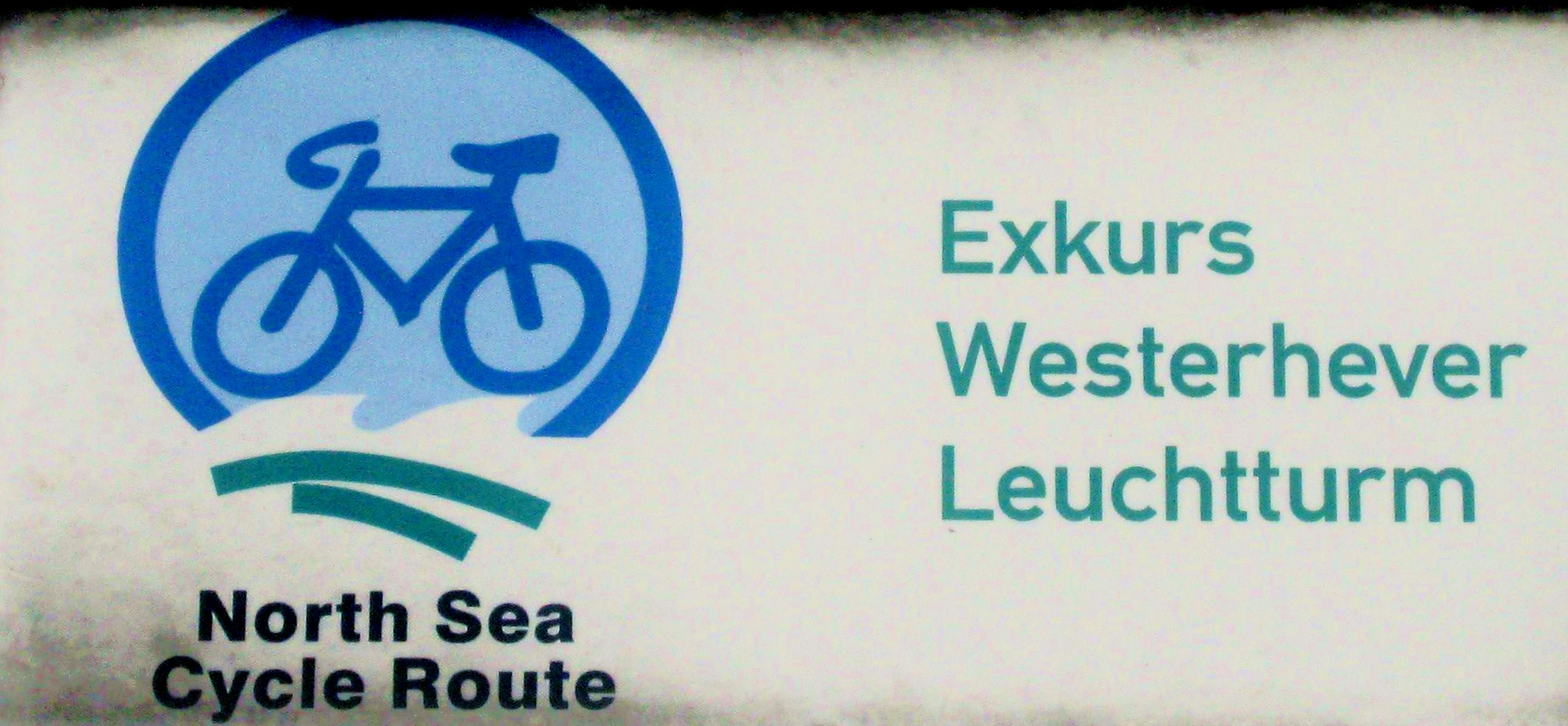
Radwegbeschilderung